# Supergromada w Zegarze
Supergromada w Zegarze – olbrzymia supergromada galaktyk znajdująca się w gwiazdozbiorze Zegara w odległości 800 milionów lat świetlnych. Jest to jedna z największych znanych supergromad.
Pierwszą obserwację Supergromady w Zegarze przeprowadził przypadkowo w 1899 roku DeLisle Stewart w Harvard College Observatory. Jego przełożony Edward Pickering doniósł o tym, że jeden z jego astronomów dostrzegł bardzo słabą grupę mgławic w gwiazdozbiorze Zegara. Pierwszym badaczem tej supergromady był Harlow Shapley. W 1935 roku skatalogował on 7889 galaktyk w gwiazdozbiorze Zegara i jego pobliżu. To on jako pierwszy zwrócił uwagę na bogate gromady galaktyk, które opisał słowami: grupy galaktyk w tym regionie są tylko koncentracjami w rozległej chmurze galaktyk. On też opublikował pierwsze mapy tego regionu zawierające gromady Abell 3128, Abell 3158 i Abell 3164.
Późniejsze badania supergromady podjęli w 1983 roku J. Lucey, R. Dickens, R. Mitchell i J. Dawe. W ich pracy zatytułowanej Supergromady galaktyk w Zegarze-Sieci znalazły się dwie gromady – mała znajdująca się w odległości 550 milionów lat świetlnych oraz większa w odległości 800 milionów lat świetlnych. W dalszym ciągu jednak ta jedna z największych i najbogatszych znanych supergromad nie została przebadana w całości.
Supergromada w Zegarze ciągnie się przez 550 milionów lat świetlnych. Jednocześnie jest ona wąska i cienka. Jej najbliższe galaktyki znajdują się w odległości 700 milionów lat świetlnych, a te najdalsze są odległe o 1,2 miliarda lat świetlnych. Jest to największa supergromada w odległości 1 miliarda lat świetlnych.
W Supergromadzie w Zegarze i jej pobliżu umieszcza się około 40 gromad galaktyk jednak lista ta jest prawdopodobnie niekompletna, gdyż wiele gromad znajdujących się w tym obszarze nieba nie ma opublikowanych przesunięć ku czerwieni wobec czego ich rzeczywista odległość nie jest znana. Najbogatszą gromadą w Supergromadzie w Zegarze jest Abell 3128, skatalogowana również jako Shapley 20.
| Nazwa                   | Rektascensja (J2000) | Deklinacja (J2000) | Redshift (z) | Odległość w mln ly | Klasa obfitości |
| ----------------------- | -------------------- | ------------------ | ------------ | ------------------ | --------------- |
| Abell 3004              | 02h 18m 54s          | -48° 00′ 00″       | 0,0619       | 840                | 0               |
| Abell 3009              | 02h 22m 06s          | -48° 34′ 00″       | 0,0641       | 865                | 1               |
| Abell 3074              | 02h 57m 54s          | -52° 43′ 00″       | 0,0718       | 965                | 0               |
| Abell 3078              | 03h 00m 30s          | -51° 50′ 00″       | 0,0636       | 860                | 0               |
| Abell 3089              | 03h 08m 12s          | -36° 43′ 00″       | 0,0655       | 885                | 0               |
| Abell 3093              | 03h 10m 54s          | -47° 24′ 00″       | 0,0818       | 1095               | 2               |
| Abell 3098              | 03h 13m 42s          | -38° 19′ 00″       | 0,0821       | 1100               | 0               |
| Abell 3100              | 03h 13m 48s          | -47° 48′ 00″       | 0,0617       | 835                | 0               |
| Abell 3104              | 03h 14m 18s          | -45° 25′ 00″       | 0,0718       | 965                | 0               |
| Abell 3106              | 03h 14m 30s          | -58° 06′ 00″       | 0,0627       | 850                | 0               |
| Abell 3107              | 03h 15m 24s          | -42° 46′ 00″       | 0,0863       | 1155               | 1               |
| Abell 3108              | 03h 15m 12s          | -47° 38′ 00″       | 0,0613       | 830                | 1               |
| Abell 3109              | 03h 16m 42s          | -43° 51′ 00″       | 0,0908       | 1210               | 0               |
| Abell 3110              | 03h 16m 30s          | -50° 54′ 00″       | 0,0737       | 990                | 0               |
| Abell 3111              | 03h 17m 48s          | -45° 44′ 00″       | 0,0763       | 1025               | 1               |
| Abell 3112              | 03h 17m 54s          | -44° 14′ 00″       | 0,0738       | 995                | 2               |
| Abell 3116              | 03h 19m 00s          | -42h 56m 00s       | 0,0818       | 1095               | 0               |
| Abell 3120              | 03h 21m 54s          | -51° 19′ 00″       | 0,0678       | 915                | 0               |
| Abell 3122              | 03h 22m 18s          | -41° 20′ 00″       | 0,0631       | 855                | 2               |
| Abell 3123              | 03h 23m 00s          | -52° 01′ 00″       | 0,0632       | 855                | 0               |
| Abell 3125              | 03h 27m 24s          | -53° 31′ 00″       | 0,0577       | 785                | 0               |
| Abell 3126              | 03h 28m 42s          | -55° 43′ 00″       | 0,0844       | 1130               | 1               |
| Abell 3128 (Shapley 20) | 03h 30m 12s          | -52° 34′ 00″       | 0,0587       | 795                | 3               |
| Abell 3133              | 03h 32m 42s          | -45° 57′ 00″       | 0,0522       | 710                | 0               |
| Abell 3135              | 03h 34m 00s          | -39° 00′ 00″       | 0,0630       | 850                | 2               |
| Abell 3140              | 03h 36m 18s          | -40° 38′ 00″       | 0,0608       | 825                | 0               |
| Abell 3145              | 03h 37m 54s          | -38° 01′ 00″       | 0,0592       | 805                | 0               |
| Abell 3158 (Shapley 17) | 03h 43m 00s          | -53° 39′ 00″       | 0,0585       | 795                | 2               |
| Abell 3164              | 03h 45m 48s          | -57° 03′ 00″       | 0,0558       | 760                | 0               |
| Abell 3195              | 03h 59m 12s          | -35° 11′ 00″       | 0,0738       | 995                | 0               |
| Abell 3202              | 04h 00m 12s          | -53° 40′ 00″       | 0,0681       | 920                | 1               |
| Abell 3223              | 04h 08m 36s          | -30° 49′ 00″       | 0,0589       | 800                | 2               |
| Abell 3225              | 04h 09m 18s          | -59° 36′ 00″       | 0,0537       | 730                | 0               |
| Abell 3266              | 04h 31m 12s          | -61° 29′ 00″       | 0,0577       | 785                | 2               |
| Abell 3301              | 05h 00m 48s          | -38° 41′ 00″       | 0,0524       | 715                | 3               |
| Abell 3312              | 05h 03m 54s          | -56° 56′ 00″       | 0,0526       | 715                | 2               |

Gromady Abell 3144 oraz Abell 3193 tworzą małą supergromadę znajdującą się przed Supergromadą w Zegarze w odległości 550 milionów lat świetlnych. Z kolei za Supergromadą w Zegarze znajdują się gromady Abell 3040 i Abell 3047, które są gromadami tła znajdującymi się odpowiednio w odległościach 1225 i 1250 milionów lat świetlnych.
Ponadto do Supergromady w Zegarze zaliczają się liczne grupy galaktyk. Wiele z nich zawiera dziesiątki galaktyk, jednak nie są one na tyle bogate by zostały umieszczone w katalogu Abella.
| Nazwa | Rektascensja (J2000) | Deklinacja (J2000) | Redshift (z) | Odległość w mln ly |
| ----- | -------------------- | ------------------ | ------------ | ------------------ |
| S239  | 02h 16m 48s          | -47° 49′ 00″       | 0,0635       | 860                |
| S261  | 02h 25m 12s          | -63° 14′ 00″       | 0,0574       | 780                |
| S315  | 02h 59m 12s          | -51° 01′ 00″       | 0,0618       | 835                |
| S324  | 03h 10m 00s          | -47° 20′ 00″       | 0,0585       | 795                |
| S329  | 03h 12m 36s          | -49° 38′ 00″       | 0,0531       | 720                |
| S336  | 03h 17m 30s          | -44° 42′ 00″       | 0,0744       | 1000               |
| S339  | 03h 19m 18s          | -53° 52′ 00″       | 0,0546       | 740                |
| S346  | 03h 22m 24s          | -49° 19′ 00″       | 0,0670       | 905                |
| S366  | 03h 34m 54s          | -53° 35′ 00″       | 0,0598       | 810                |
| S367  | 03h 35m 30s          | -45° 10′ 00″       | 0,0666       | 900                |
| S372  | 03h 37m 12s          | -55° 25′ 00″       | 0,0758       | 1020               |
| S390  | 03h 47m 00s          | -54° 02′ 00″       | 0,0605       | 820                |
| S416  | 04h 04m 48s          | -43° 51′ 00″       | 0,0648       | 875                |
| S424  | 04h 07m 36s          | -43° 25′ 00″       | 0,0589       | 800                |
| S433  | 04h 14m 30s          | -50° 48′ 00″       | 0,0668       | 909                |
| S461  | 04h 28m 12s          | -50° 32′ 00″       | 0,0539       | 735                |
| S468  | 04h 31m 42s          | -46° 07′ 00″       | 0,0675       | 910                |
| S501  | 04h 50m 06s          | -51° 08′ 00″       | 0,0768       | 1030               |

Grupy galaktyk  S250, S274, S338, S353, S377, S393, S399, S404, S412, S413, S463, S479, S487 oraz S497 wraz z gromadami Abell 3144 i Abell 3193 należą do mniejszej supergromady pierwszego planu.
Supergromada w Zegarze układa się w niezwykle długą ścianę galaktyk wypełnioną mnóstwem bardzo bogatych gromad galaktyk. Masa tej supergromady wynosi 1017 mas Słońca. Zawiera ona w sobie około 30 000 dużych galaktyk rozmieszczonych w około 5000 grupach galaktyk. Liczbę galaktyk karłowatych w supergromadzie szacuje się na 300 000, a jej całkowitą liczbę gwiazd na 1015 (1 milion miliardów).